# Continental IO-360
Der Continental IO-360 ist ein Flugmotor des US-amerikanischen Herstellers Teledyne Continental Motors, der für den Einsatz in Leichtflugzeugen entwickelt wurde. Der luftgekühlte Sechszylinder-Boxermotor wurde 1962 vorgestellt und wird in mehreren Saugmotor-Versionen (Kennung IO) als auch Versionen mit Turboaufladung angeboten.

## Technische Merkmale
Der Continental IO-360 wurde Ende der 1950er Jahre von der Continental Motors Corporation entwickelt und am 15. Mai 1962 in den USA von der Federal Aviation Administration (FAA) für die Luftfahrt zugelassen. Noch im selben Jahr begann die Auslieferung. Der luftgekühlte Sechszylinder-Boxermotor war von Anfang an mit einer mechanischen Benzineinspritzung ausgerüstet, die von Continental Motors (heute: Teledyne Continental) selbst gefertigt wird. Die Bezeichnung lautete deswegen von Anfang an IO-360 (Kennung I: Injection).
Der Motor ist bis heute in zahlreichen Varianten gefertigt worden. Um die Höhenleistung zu verbessern, wurde ab 1966 eine ebenfalls mit mechanischer Einspritzung versehene turboaufgeladene Version angeboten (Kennung TSIO). Die Verdichtungsverhältnisse betragen 7,5:1 bei der Turboversion und  8,5:1 bei der Saugversion. Die Typzulassung des Turbomotors erfolgte am 11. September 1966 durch die FAA. Alle Varianten dürfen sowohl mit Zug- als auch mit Druckpropeller betrieben werden. Das Triebwerk befindet sich derzeit (Stand: 2006) noch in Produktion und ist nach wie vor wirtschaftlich erfolgreich.
Dieses Triebwerk wird nicht in einer Vergaser-Version angeboten, auch war niemals eine solche geplant. Eine Vergaserversion wäre nach dem Bezeichnungssystem dann als O-360 bezeichnet worden, eine Bezeichnung, die oft fälschlicherweise verwendet wird. Eine Vierzylinder-Variante mit der Bezeichnung Continental O-240 wurde im Jahre 1977 vorgestellt. Bekannte Typen die mit dem IO-360 ausgerüstet wurden, sind die Cessna 172, die Piper PA-34 Seneca, die Cirrus SR20 und die Maule M-4.

## Technische Daten
Die technischen Daten des Typs Continental IO-360ES:
| Hubraum     | 5892 cm³                       |
| Bohrung     | 112,7 mm                       |
| Hub         | 98,4 mm                        |
| Verdichtung | 8,5:1                          |
| Kraftstoff  | AVGAS 100LL                    |
| Länge       | 0,93 m                         |
| Höhe        | 0,67 m                         |
| Breite      | 0,84 m                         |
| Leistung    | 228 PS (157 kW) bei 2800 min−1 |
| Gewicht     | 138,4 kg                       |

## Verwendung
- Aero Boero AB-210
- AVE Mizar
- Berijew Be-103
- Cessna 160
- Cessna R172K Hawk XP
- Cessna Skymaster (Modelle 336 Skymaster und 337 Super Skymaster)
- Cessna O-2 Skymaster (Militärversion der Cessna 337 Super Skymaster)
- Cessna T-41 Mescalero (Militärversion der Cessna 172)
- Cirrus SR20
- Cierva CR Twin
- Goodyear GZ-20
- Maule M-4
- Maule M-5
- Mooney M20
- PAC CT/4
- Piper PA-28R-201T Turbo Arrow
- Piper PA-28-201T Turbo Dakota
- Piper PA-34 Seneca
- PZL M-20 Mewa (Lizenzbau der Piper PA-34 Seneca II)
- Reims FR172J Reims Rocket (Variante der Cessna 172 aus Frankreich von Reims-Cessna)
- Ryan XV-8
- Sasin Spraymaster